# Лоун Пайн Коала

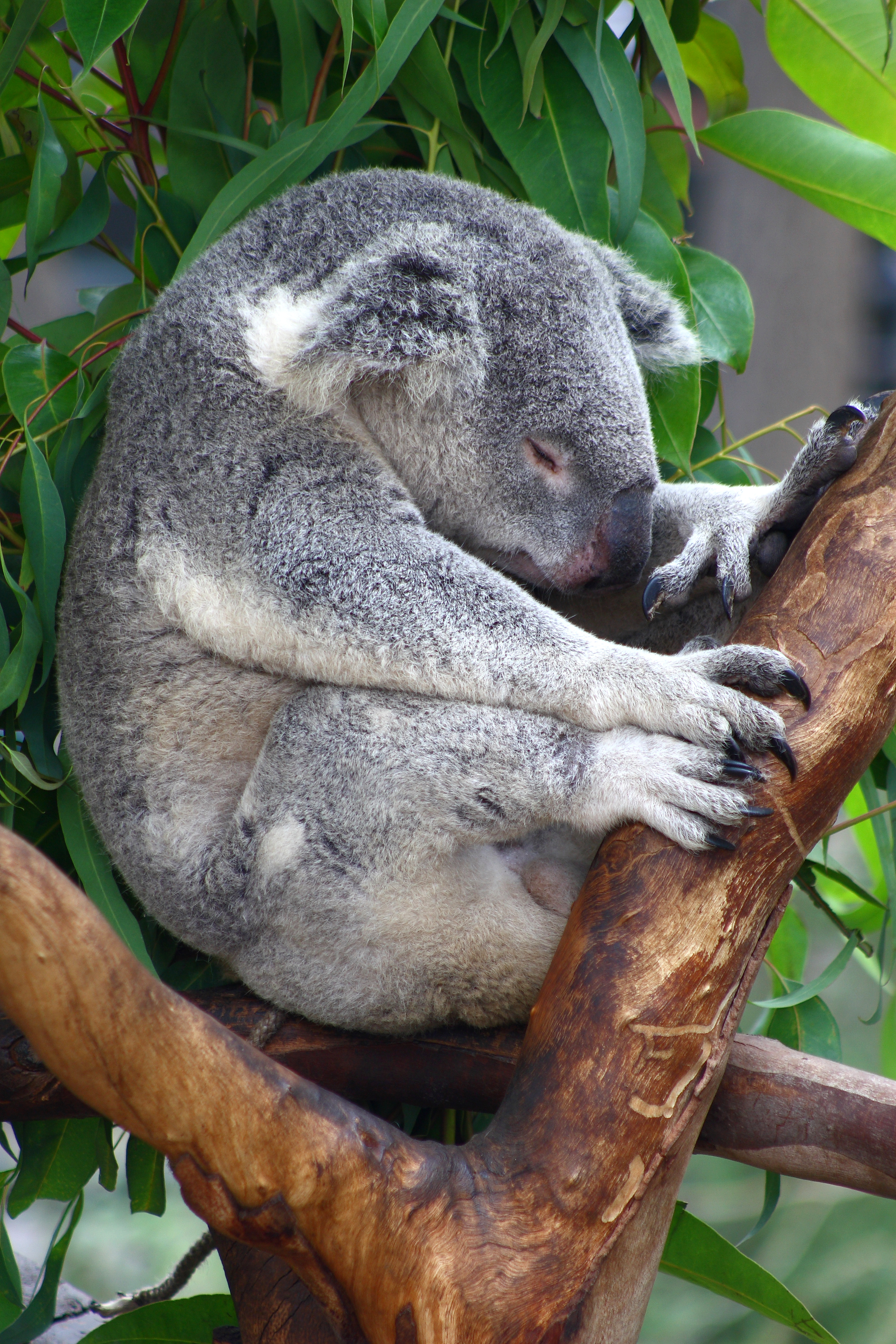
Коала

Лоун Пайн Коала (англ. Lone Pine Koala Sanctuary), известный также как «коала-парк» — старейший и крупнейший в Австралии и в мире заповедник коал. Коала-парк расположен в районе Фиг Трии Покет города Брисбен, Квинсленд. Парк был открыт в 1927 году, популяция коал насчитывает 130 особей.
На территории заповедника обитают около 100 видов других австралийских животных: кенгуру, валлаби, тасманский дьявол, вомбаты, ехидны и различные рептилии, а также птицы: австралийские попугаи, какаду, эму, кукабары и другие.